# Сколієві
Ско́лієві (Scoliidae) — родина перетинчастокрилих комах з групи ос. Великі одиночні паразитоїдні оси, личинки яких розвиваються, поїдаючи личинок пластинчастовусих жуків. Дорослі оси часто трапляються на суцвіттях трав'янистих квіткових рослин, де живляться пилком та нектаром. В Україні поширені 10 видів, переважно на півдні, зокрема 9 видів у Криму.
Середнього розміру та великі оси, окремі види досягають 4,5 см у довжину. Забарвлення тіла темне, чорне, синьо-чорне, часто з жовтим чи рудим малюнком, переважно вкрите довгими й товстими волосками. Ноги міцні, копальні.
Паралізують за допомогою жала личинок пластинчастовусих жуків, на яких відкладають яйця. Личинка сколії поступово поїдає паралізовану личинку жука.
Сколієвих ос використовують для біологічної боротьби з пластинчастовусимм шкідниками сільськогосподарських культур, зокрема цукрової тростини.
Родину поділяють на 3 підродини:
- Archaeoscoliinae
- Proscoliinae
- Scoliinae 
  - Триба Campsomerini
  - Триба Scoliini

В Україні відомі 10 видів сколієвих з 3 родів: Colpa klugii, Colpa sexmaculata, Colpa quinquecincta, Megascolia maculata, Scolia hirta, Scolia fallax, Scolia fuciformis, Scolia galbula, Scolia sexmaculata, Scolia gussakovskii.